# نزلة عبد الله (سوهاج)
قرية نزلة عبد الله هي إحدى القري التابعة لمركز طما بمحافظة سوهاج في جمهورية مصر العربية. حسب إحصاءات سنة 2006، بلغ إجمالي السكان في نزلة عبد الله 1408 نسمة، منهم 717 رجل و691 امرأة.